# 汉斯·冯·塞克特
約翰內斯·弗里德里希·利奧波德·馮·塞克特（1866年4月22日—1936年12月27日），通稱漢斯·馮·塞克特（Hans von Seeckt），是一位德國陸軍將領，最高軍階為大將，以擔任威瑪共和國軍隊——「防衛軍」陸軍領袖後推行改革而聞名，亦曾為總參謀部之替代機關——「部隊室」的主任。
塞克特於1885年加入軍隊，在第一次世界大戰於東線、巴爾幹戰區以優異的參謀作業能力嶄露頭角，還一度做到土耳其軍參謀總長。塞克特在戰後成為軍隊的實際領袖。由於戰後德國因《凡爾賽條約》而限軍十萬人，他重新發揚傳統的普德學派軍事思想、規劃精英主義式的新式軍隊，將每一位軍官都培養為未來的高級指揮員，為日後的擴軍打下結實的基礎。塞克特也將軍隊從政治勢力中排除、超脫於政府，形成「國中之國」，並規避協約國對德國履行《凡爾賽條約》的監督，以各種方式訓練軍隊操作被明令禁止使用的毒氣、戰車、飛機等武器，同時大力推動德國與蘇聯同盟，最終促成兩國簽署《拉巴洛條約》進行政治、軍事和經濟上的合作。由於對「防衛軍」建設有深遠的影響，塞克特也被稱為「防衛軍之父」（Vater der Reichswehr）。
塞克特自一次大戰起便與當時的名將、後於共和國擔任總統的保羅·馮·興登堡元帥關係不良，並與文人政府的國防部長奧托·格斯勒間存在矛盾，興登堡的當選也大幅削減了塞克特在德國軍隊中的影響力。1926年，塞克特在未過問興氏的情況下，禮儀性質地邀請身份敏感的前德國皇儲觀賞閱兵式，消息一外漏，旋即引發國內外的恐慌，最終使興登堡解除了塞克特的職務。1930年代初，塞克特遠赴中華民國取代格奧爾格·魏澤爾擔任蔣中正第三任的德國軍事顧問團領導人和總顧問，對中國軍隊和國防工業進行建設與改革，後因身體不適而於1935年3月返回祖國，於翌年逝世。

## 生平

### 早年
塞克特於1866年4月22日出生在什勒斯維希的一個古老的波美拉尼亞人家庭裡，其於十八世紀被封為貴族。家族最早投身軍旅者是塞克特的祖父魯道夫·馮·塞克特（Rudolf von Seeckt）原為瑞典的一名軍官，後於1814年轉投普魯士陸軍，以求在第六次反法同盟戰爭中更快速的晉升，儘管魯道夫的軍事生涯稱不上順利，但他依舊於普軍中留任，最終以上校軍階退役，魯道夫之妻為艾瑪·伊色雷斯（Emma Israels），具義大利血統，其祖先於1600年遷居至波美拉尼亞。父親理查·馮·塞克特也加入普魯士陸軍，在三次德意志統一戰爭中晉升迅速，最終以步兵上將退役，還曾作到波森省的軍政總督，理查後來娶表妹奧古斯特·馮·塞克特（Auguste von Seeckt）為妻，塞克特是兩人的第三個孩子，大姐夏洛特·魯道夫·瑪莉（Charlotte Rudolfine Marie，1862年出生）為後來的羅特基希-特拉赫伯爵夫人（Gräfin von Rothkirch und Trach），兄長弗里茲（Fritz，1863年出生）和弟腓特烈-威廉（Friedrich-Wilhelm，1874年出生）皆夭折。
1881年，塞克特一家搬到史特拉斯堡定居，塞克特便在當地完成文理中学的學業。1885年，19歲的塞克特加入陸軍，以候補軍官身份於精銳的「亞歷山大皇帝近衛擲彈兵第1團」任職。1887年，塞克特晉升少尉。由於工作勤勉和聰穎，塞克特得以於1894年進入戰爭學院進修一年。1894年，塞克特晉升中尉，後於1897年調往總參謀部服務。1899年，晉升上尉，調至駐但澤的第18軍當參謀軍官。1900年參加遠征中國的八國聯軍戰爭。1904年，塞克特任駐布綸堡的第4師參謀軍官。1909年，塞克特再轉任第2軍參謀軍官。1912年，塞克特晉升少校，任巴登精銳擲彈兵第1營營長。1913年，塞克特調回柏林，任第3軍參謀長，同年4月4日，晉升中校。

### 第一次世界大戰

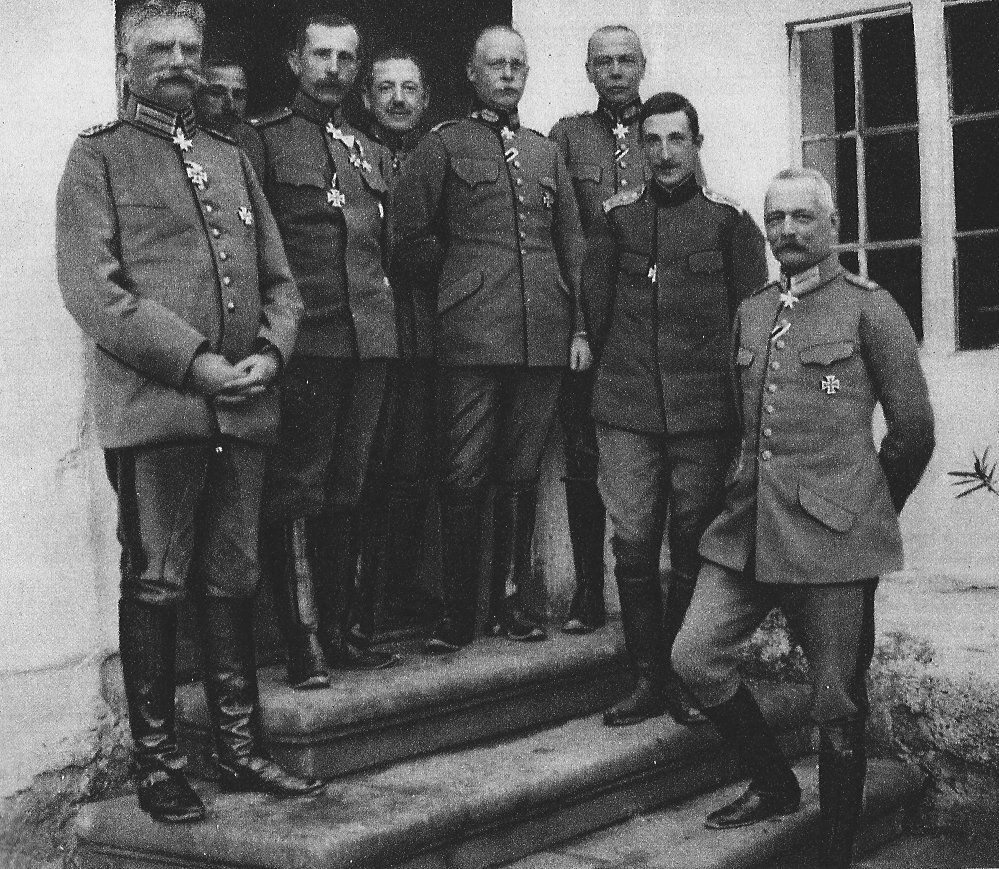
1915年11月16日於塞爾維亞的同盟國軍事領袖，由右至左：法金漢、保加利亞皇儲鮑里斯、塞克特、格爾哈德·塔本、佩塔·卡切夫、尼古拉·謝卡夫和馬肯森

1914年8月，第一次世界大戰爆發，塞克特所在的第3軍從屬於亞歷山大·馮·克魯克大將的第1軍團下，為德軍戰略進攻計畫「施里芬計畫」之巨大右翼一部，並參加了馬恩河戰役。1914年10月底，塞克特還策劃了一場對駐於埃納省法軍的攻勢，並成功奪佔該地，還抓獲2,000名法軍戰俘。1915年春，法軍於蘇瓦松發動攻勢，而塞克特也準備了其反擊方案，不僅將其逐回原陣地，還予以大量傷亡，還釋放了被法軍俘虜到的5,200名德軍戰俘，此功績為塞克特嶄露頭角的開始。
1915年1月27日，塞克特晉升上校。德軍總參謀長埃里希·馮·法金漢於3月9日將他調至東線擔任新成立的奥古斯特·冯·马肯森將軍第11軍團參謀長。一個月後，德奧聯軍發動大規模戰略進攻——「戈爾利采－塔爾努夫攻勢」，塞克特在本次行動中扮演了關鍵角色，此戰重創俄軍，不僅損失40萬人，還失去整個加利西亞，德軍則在12天內推進80英里，攻至波蘭和烏克蘭交界的桑河，是德軍在一戰中最大的一次勝利，令塞克特於1915年6月26日晉升為少將，還獲得普魯士陸軍最高級別的軍事勳章——功勳勳章。整個夏季，第11軍團繼續發動其攻勢，而東普魯士的第8軍團也跟著南下進攻，時至8月中，俄軍已被逐出整個波蘭，且又額外有35萬人被俘。1915年9月，塞克特轉任至馬肯森將軍統御的「馬肯森集團軍」擔任集團軍參謀長，該單位包括德國第11軍團，奧匈帝國第3軍團和保加利亞第1軍團，旨在對塞爾維亞發動三國聯合攻勢。1915年10月6日，同盟國聯軍發動進攻，於11月底攻佔塞國全境，後者殘部退至阿爾巴尼亞，塞克特的功績勳章因而加上了「橡葉」。「馬肯森與塞克特」的組合常為與一次大戰的另一組「興登堡和魯登道夫」相比，塞克特在給妻子的私信中也提及法金漢將他與馬肯森的關係喻為後者的組合，當時還流傳著一種說法：「哪裡有馬肯森哪裡就有塞克特，哪裡有塞克特哪裡就有勝利。」，不過塞克特的功績甚為興-魯兩人所嫉妒，後者自1916年起職掌德國軍事最高權力，是塞克特未能在大戰中指揮大軍的主要原因，也是他只被配發於次要戰場，而非主戰場西線的理由，但最終也因此保住其軍事聲譽、無需為戰爭後期西線總崩潰負責。
1916年春，「馬肯森集團軍」駐紮於保加利亞等待凡爾登會戰的結果，塞克特正準備發動對薩羅尼卡的攻勢。然而6月4日，俄軍搶先發動了該國於整場大戰中的最大的戰略攻勢—「勃鲁西洛夫攻势」，奧軍防線已被突破，奧軍總參謀長康拉德·馮·赫岑多夫與法金漢緊急調派塞克特任命為奧軍第7軍團司令卡爾·馮·普夫蘭策爾-巴爾丁的參謀長，儘管第7軍團成功遏止俄軍一次以上的攻勢行動，但該單位指揮部中德奧軍官的關係十分惡劣，普夫蘭策爾-巴爾丁與塞克特亦然，前者稱塞克特「傲慢、不可控制」，人只會「過來、觀察、下令」，而不諮詢他的上司，後者則稱其「絕非德國人之友」。「勃鲁西洛夫攻势」達到高潮後數星期，第7軍團總崩潰，全奧軍損失近百萬人，也讓羅馬尼亞加入了大戰。該年8月，調為名義上由卡爾大公指揮的「卡爾大公集團軍」參謀長，該集團軍為收編各個被俄軍重創的各奧國軍團，經過整編和激烈的戰鬥後，終於將俄軍擋在喀爾巴阡山一線。「勃鲁西洛夫攻势」停止後，同盟國軍轉將重心放到俄羅斯與羅馬尼亞連結處，歷經兩個月的進攻後，奧軍於1916年12月6日佔領羅國首都布加勒斯特，將其逐出戰爭。1916年11月下旬，奧皇約瑟夫一世逝世，卡爾繼任皇帝，故該集團軍轉由約瑟夫·奧古斯特大公指揮，也易名為「約瑟夫大公集團軍」，塞克特於1917年大半時間都在該單位，最終離任時，約瑟夫大公稱他無法想像比這位「史芬克斯」還要好的參謀長。1917年12月2日，魯登道夫派塞克特任鄂圖曼土耳其帝國總參謀長，此項任命令當時多位高級軍官頗為驚訝，以塞克特的資質和戰績，魯登道夫竟將他佈署到此一次要戰場，但這也如同前述，塞克特得以與西線的失敗加以切割，更能一直累積以機動戰的方式打敗佔有數量優勢的敵軍之經驗，與歷經西線壕溝戰的其他德軍將領大為不同，對機動戰保有其信心。
鄂圖曼帝國國力有限，德國很早就派出由奥托·冯·桑德斯將軍領導的顧問團主持其軍事現代化，塞克特作為土軍參謀長，也管轄德國駐土耳其軍事顧問團，引發與桑德斯之衝突，直到塞克特建議土國將後者調至巴勒斯坦前線才解除緊張局勢。另一方面，塞克特亦與土軍的領袖——軍部大臣恩維爾·帕夏關係密切，後者一直期望在戰爭中收回被俄國搶去的外高加索地區，故計畫發動對該地進攻的高加索戰役，塞克特雖因補給問題而不情願，但理解土軍復仇之心理，故策劃了以守為攻的有限攻勢，即使失敗亦不造成全線崩潰。1918年3月，俄國共產黨代表簽署了《布列斯特-立陶夫斯克條約》，土軍已取得外高加索的部份領土，但恩維爾仍不滿足，繼續於當地投注兵力以圖擴大勢力範圍，此舉對牽制其他協約國的戰略有害，且德軍亦想佔領巴庫油田，但塞克特仍支持身為自己長官的恩維爾，德軍最高統帥部因而對其感到不滿。1918年10月30日，土耳其與協約國簽署停戰協定，要求德軍於一個月內離境，塞克特便於11月4日離開土國。此時的德國也因軍事上已嚴重失利、國內爆發革命、皇帝已宣佈退位並流亡荷蘭，以社民黨為代表的臨時政府於10日宣佈成立共和國「威瑪共和國」在法理上正式成立。11月11日，德國與協約國簽署了停戰協議，兩天後，塞克特回到了德國。

### 戰後秩序的重建

#### 「部隊室」主任至「陸軍總指揮」

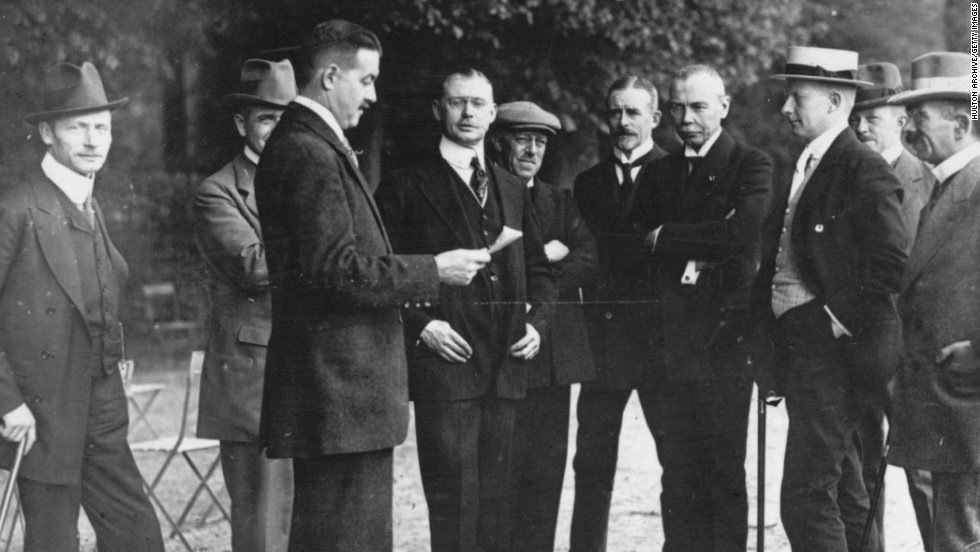
1919年5月，塞克特（右四）率領德軍代表團前來參加《凡爾賽條約》的談判

德意志帝國在戰爭中失敗，原職掌大權的軍需總監——魯登道夫已流亡瑞典，其繼任者威廉·格勒納將軍同社民黨的弗里德里希·艾伯特達成協議，鎮壓國內的暴亂。雖然西線已達成停戰，東線則有波蘭和波羅的海國家起兵反抗德軍，還存在俄國布爾什維克的威脅，塞克特因此在1919年1月10日被任命為北方邊境防衛軍（Grenzschutz Nord）參謀長，塞克特採取以攻為守的方式，對東歐若干戰略據點發動一系列攻勢，5月便攻佔了里加。
另一方面，協約國的代表們自1月起開始在法國巴黎召開戰後處置德國的和平會議，是為「巴黎和会」。威瑪新政府國防部長古斯塔夫·諾斯克則指定塞克特為德國軍方代表參加戰後會議。塞克特估計協約國將會限制德國軍備，於是自行擬定備忘錄，將之後的德軍武力編為40萬人，還制定大量訓練後備軍人之計畫，但協約國並不讓德方進入會場協商，只在其討論結束後交付《凡爾賽條約》強令德方簽字。《凡爾賽條約》要求甚嚴，德國軍隊被限制為10萬人，其中軍官4,000名，全為志願役，不得徵兵，只可採取退一補一制度、不能擁有戰車、飛機、毒氣、重砲，並廢除了軍隊運作的中樞組織——總參謀部，由於總參謀長興登堡認為條件過於嚴苛、當前德軍亦無法再行抵抗而自行請辭，塞克特則於7月7日接任其總參謀長職務，同時兼任和平時期軍隊組織委員會主席，集結500名軍官和各領域專家分析討論上次大戰的經驗與教訓，並規劃新式軍隊以符合條約的要求，即後來的「防衛軍」。
根據威瑪共和國憲法，繼承帝國時代「皇帝」的軍隊最高統帥地位者為共和國總統，而國防部長則有總統命令授權、指揮軍隊的權限，當前總統艾伯特為文人出身，並不具有實質指揮軍隊的能力，以往的統帥機關總參謀部亦遭廢除，故作為總統唯一統帥幕僚機構的國防部地位甚為重要。原先塞克特規劃一個高效的平行組織，使國防部下的各部門均有相當的權力，各部負責人直接隸屬國防部長，包括帝國時代的陸軍署和由於總參謀部遭到廢除而設置替代機關——「部隊室」。然而塞克特當時罹患了嚴重的心臟病，只得休養至秋天，這時國防部已完成了全面改組，陸軍多新設了「陸軍總指揮」（Chef der Heeresleitung）作為直接指揮該軍種的實質指揮官，因此原先同陸軍署地位相等的「部隊室」則變成下屬機關，「陸軍總指揮」因此成了實質的最高統帥和總參謀長。「陸軍總指揮」一職在選派時塞克特與普魯士戰爭部長瓦爾特·萊因哈特的呼聲最高，而諾斯克不想要具有傳統普魯士軍人氣質的塞克特，故建議艾伯特選擇萊因哈特擔任，而塞克特只得擔任「部隊室」的主任，塞克特為此憤恨不平，認為萊因哈特比自己資淺（受任時軍階僅為上校，塞克特則在1915年6月26日即晉升為少將），而且過於傾向共和，兩人時常意見相左。
《凡爾賽條約》簽字後，原駐紮於東線的德軍被迫撤回國內，加上條約將陸軍限額僅十萬，威瑪政府不得不進行全面的大裁軍，早在1918年11月11日至1919年6月期間就已有150萬官兵解散，如今又要在1920年3月條約正式生效前裁減30萬人，這些退伍軍人直接面臨失業危機，政府又因為協約國的賠款和物資抵付而令國內貨品嚴重短缺和通貨膨脹。導致戰後一度協助政府鎮壓國內暴亂、將因條約而被勒令解散的「自由軍團」暴亂，要求推翻現任政府，是為「卡普政變」。在叛軍開往柏林期間，諾斯克、總理古斯塔夫·鲍尔和艾伯特總統要求塞克特發出鎮壓命令，但後者不願導致軍隊內部分裂、扼殺建立新軍的可能性，且認為大可等政變勢力內鬨而瓦解，故拒絕鎮壓命令，表示「國防軍絕不與同事操戈」。陸軍總司令萊因哈特雖支持鎮壓命令，但現行指揮體制下，總司令命令若無參謀長（「部隊室」主任）的副署則無法生效。在此情勢下，共和政府只得倉皇遷出柏林，之後發動總罷工才平息騷亂。事件過後，諾斯克與萊因哈特請辭，副總理尤金·史菲爾任命塞克特接掌「陸軍總指揮」一職，國防部長則由格斯勒接任。此事件中可說明軍方對共和政府的立場，塞克特對右翼政變採取默許的態度，卻又同時對極左派於魯爾地區發動的暴亂迅速發兵鎮壓。

#### 魯爾危機與納粹黨暴亂

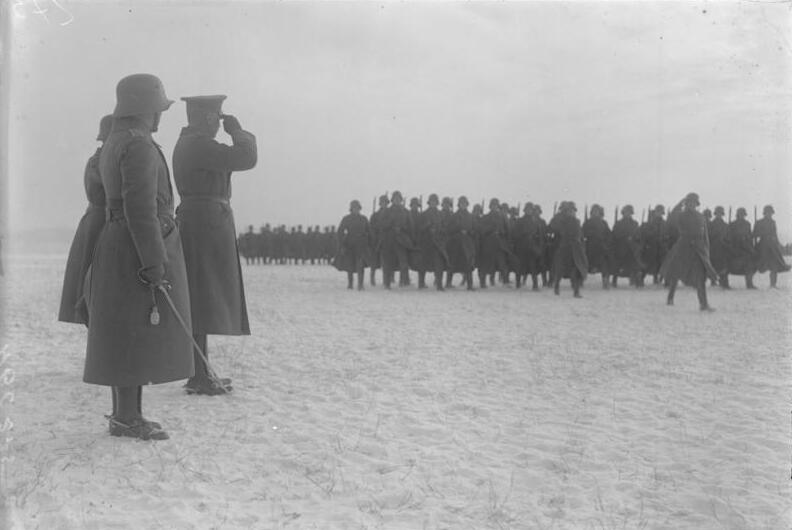
1924年，檢閱「防衛軍」的塞克特

與對蘇外交順利的情況相反，德國與西方國家，特別是法國的關係逐漸惡化，其肇因於賠款問題。德國因條約賠款加重了全國通貨惡性膨脹的經濟危機，於1922年底向戰勝國提出延緩賠款的要求，英國同意，但法國認為德國蓄意違反賠償義務，聯合比利時，動員10萬戰時武裝的軍隊於1923年1月開進德國工業心臟地區——鲁尔区。魯爾人民激憤之餘發起罷工、武裝抵抗、暗殺等行為，而法軍也驅逐公職人員和殺害平民。在此危機中塞克特力主慎重，但也做了可能引發對法全面戰爭的準備。
與此同時，德國國內各種不滿共和政府的密謀集團也積極準備發起叛亂，慕尼黑為大本營的納粹黨聲勢尤為浩大，在當前內外交困的局勢下，塞克特認為有必要與其領導人——阿道夫·希特勒接觸。1923年3月11日，在魯登道夫的撮合下，塞克特與希特勒於慕尼黑進行了兩人首次的會晤，希特勒在描繪德國未來政治光景和目標時帶有顛狂的態度嚇到了塞克特，兩人對於當前法軍佔領魯爾的觀點也有分歧，希特勒要求先是將柏林的「馬克思主義政府」要員「吊死在街燈上」、將衝鋒隊編為新的軍隊和擴軍，還要放火燒了國會大廈，最後還對塞克特表示，「當一切都化為灰燼後，我們將會轉過來對付你們」，塞克特因此結束了會談，雙方不歡而散。之後隨著政治動亂的升級，塞克特電令「防衛軍」提高警備，撲滅了數場政變，這些行動使塞克特本人成為希特勒的黨報——《人民觀察家報》的攻擊對象，誣指他將發動獨裁政變，連帶攻擊塞氏之妻為猶太人一事，更使其忍無可忍。不久，巴伐利亞出現新的危機，巴伐利亚州州长古斯塔夫·馮·卡爾宣佈脫離中央政府，成立連同奧地利在內的「多瑙河聯邦」，而塞克特下令第7軍區司令官——駐於當地的第7師師長奧托·馮·洛索將軍去查封《人民觀察家報》，但後者並未執行。憤怒的塞克特於10月19日下令解除洛索的職務，卡爾卻宣佈將後者留任，在「國防軍不打國防軍」的觀念下，塞克特也無法派兵鎮壓巴伐利亞的叛亂。
11月8日，以希特勒和魯登道夫為首的納粹黨人發動了「啤酒館政變」，在慕尼黑以武力威脅洛索和卡爾合作，集結眾人朝柏林進發；同時，步兵學校也發生了兵變，宣稱效忠希特勒。柏林反應甚為迅速，艾伯特授權塞克特全權處理，後者得知洛索和卡爾已成為納粹黨的俘虜，出兵不再引起非議，下令弗里德里希·克瑞斯·馮·克里森斯汀接管第7師指揮權，配合當地警察鎮壓暴動。在警察的武力優勢下，納粹黨的「政變」迅速被撲滅，希特勒等人逃亡，塞克特隨後在「防衛軍」中進行反納粹之整頓，將親納粹傾向的軍官列入升遷不可名單或強迫其退役，並將被視為納粹活動中心的步兵學校從慕尼黑遷至德累斯登，令其已使其成為納粹黨人的眼中釘，後者激進派曾計畫要在塞克特清晨騎馬時暗殺，但並未成功。
魯爾外交與政治危機最終在塞克特的強力介入和8月13日上台組閣的新總理古斯塔夫·施特雷澤曼的對法和談中解決，施特雷澤曼的私人顧問卡爾·弗里德里希·格德勒曾邀請塞克特組成一個「民族內閣」的獨裁政府，但後者力主慎重，於1924年2月結束了他緊急專政權的實施。

### 職掌「防衛軍」

#### 新軍的整編與現代化

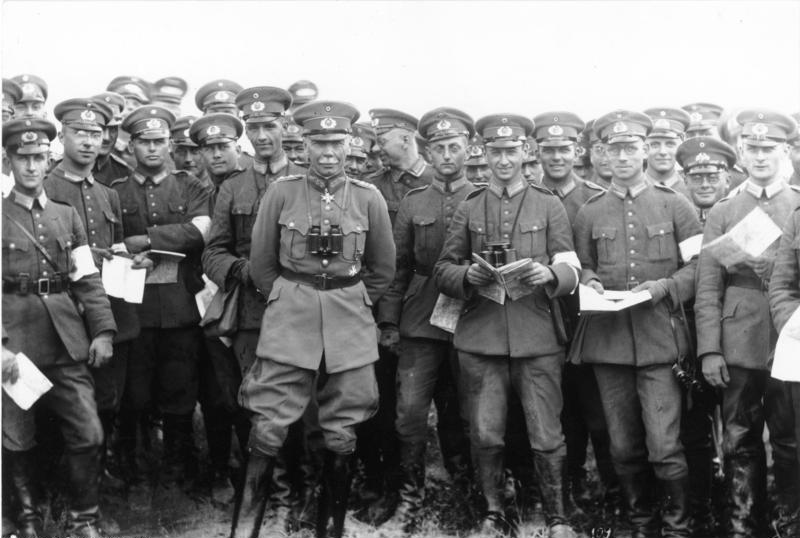
1925年，塞克特與德軍官兵於图林根的演習場

塞克特因條約限制不得不將原先數十萬常備軍縮編為一支僅十萬人的新軍，而之所以採用全職業軍人的編制，有論者認為是因為塞克特深恐德國剛歷經革命，不能再讓平民接觸軍事訓練、增加武裝叛亂的可能，也有論者認為這受到英國軍事理論家J·F·C·富勒理論的影響才提倡建立小型的專業軍隊。在塞克特的理念中，一支規模小的軍隊有利於現代化，若正規軍與徵召來的後備役軍人相結合將折損其素質，他在一篇文章中指出：「軍隊的內在價值將由於普遍義務兵役制度造成的軍隊數量龐大而受到損害」。塞克特將現時十萬人的「防衛軍」視為日後重新武裝擴軍的基礎，每一名官兵都將是「種子」，每一位士兵日後都以士官、士官以軍官、軍官以將官為目標訓練著，因此極為重視官兵的教育水準、操作現代武器、熟悉各種通信手段和戰術能力，每半年就進行一次演習，精進專業技能、提高軍隊的職業素養，即便條約限制下沒有飛機戰車可用，也要以紙板、木料仿製模擬。
塞克特在戰後集結軍官團檢討戰時經驗，並帶頭指導「戰爭藝術」的觀念，這一度為大戰規模空前的「物資戰」而被德國軍方所拋棄。《凡爾賽條約》要求德軍銷毀大量的舊式武器，結果反而使德軍拋去了歷史包袱，加速了戰術思維與裝備的現代化。儘管德國軍方內部對於未來戰爭的演進觀點多少有所分歧，但塞克特選擇繼續維護傳統普德學派之精要，包括攻勢精神、機動戰、對敵側翼打擊和包圍殲滅，也掃除陣地戰的觀念。由此，塞克特的建軍路線基本分為建立摩托化部隊以發揮機動作戰能力，以及吸取一戰「突擊群戰術」的經驗、突破現代武器所帶來的防禦優勢兩點。 
塞克特常為人所批評的一點是主張保留騎兵，他在著作中表示「由於火器的發展，大規模和成建制的使用騎兵已成過去式」，但他也認為在未來的戰爭中，騎兵這種具機動力的兵種依舊大有可為，如用在地面部隊和航空部隊兩者活動範圍之間的偵查任務，在一些車輛難以通行的山地、橋樑上也能發揮作用。對於日後大為活躍的戰車，塞克特反而幾乎是忽視的，其著作中幾乎不曾提到這種武器，有論者認為塞克特與當時大部份的國家一樣將戰車視作單純的步兵支援工具，也有人認為因受到條約的限制，塞克特只能出於政治上的謹慎而在著作中以輕騎兵來暗指戰車，但這種說法卻也跟他在著作中直言不諱地提及同樣被禁止的徵兵制和發展軍用飛機等事相互矛盾，顯得難以自圓其說。
塞克特對空軍日後的發展也有相當重要的影響，早在《凡爾賽條約》談判時，塞克特就力求協約國能允許德國建立一支與陸海軍同為獨立軍種的空軍，但最終未能成事，只能在「防衛軍」中建立一支「影子空軍」。在戰後允許保留的4000名軍官中，塞克特力排眾議，將這些珍貴的名額分出了180名給一戰中具有航空兵經驗的軍官，並指派曾一同在東南歐作戰、與其關係相當密切的赫尔穆特·维尔贝格擔任戰後「部隊室」空軍組的組長，奠定未來空軍建軍方向和檢討上次大戰的教訓。塞克特在空軍建設事業上最大的成就是在1920年代使民間航空企業與航空工業具備軍事化的潛力、為日後誕生的空軍所服務，他還運用政治技巧，使一次大戰後的退伍軍官成為各民航公司和飛機製造廠的領導人，容易與軍事當局溝通，政府也能提供資金補助其發展，許多現役軍人也能從民航運輸中獲得飛行的經驗。
總體而言，塞克特在動盪不安的共和國初期頂住沉重的社會壓力，在有限資源下重建軍隊和維持普魯士軍事傳統，使其在軍中有舉足輕重的影響力，日後在二次大戰橫掃歐洲的「國防軍」，其1939年與1940年的「閃擊戰」的各種教範、精神和戰術幾乎都是在1920年代初便已打下基礎。1940年5月，德軍在西方戰役以裝甲部隊大勝英法聯軍，德軍最高統帥部作戰處長阿爾弗雷德·約德爾即稱「（今天）有這種結果我們必須歸功於施里芬和塞克特。」，而美國歷史學家赫伯特·羅辛斯基則評價：「他在作為一位政治領袖、軍事組織家、教育家，而尤其是作為一位卓越的戰略家來講，其優越性是無可爭辯的。」美國軍事歷史學家高登·亞歷山大·戈蘭則稱這支軍隊「從一個有著忿恨不滿、士氣沮喪的軍官團、種類不同、缺乏協調的各種部隊的集合體變成一支品質純一、嚴格訓練的部隊，至少在素質上來看，歐洲無有匹敵者。」

#### 「國中之國」與塞克特的政治關係

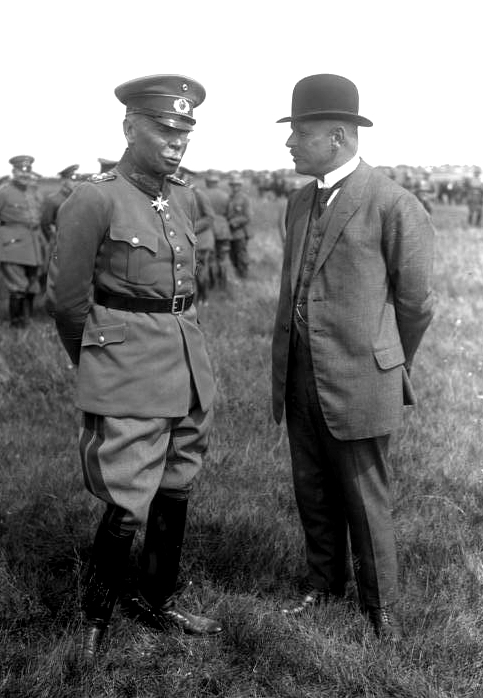
塞克特（左）與國防部長奧托·格斯勒（1931年）

塞克特對共和國時代「防衛軍」的政治立場有著決定性影響力，他本人雖為君主主義者，但如今也理解以武力復辟皇室或保守主義的專制政權已有違時代潮流。因此儘管塞克特對共和體制沒有多少好感，但作為國家利益保衛者的軍隊之領袖，若對德國國內的不穩態勢持續置之不理直至爆發內戰，將對其本身之存續造成威脅，因此塞克特決定支持共和國、透過合法的權力機關維護國內秩序、壓制國內所有打算以武裝起義的手段推翻共和國之極端主義份子。
為達其目的，塞克特對「防衛軍」內部進行整頓，將其徹底脫離可能被政治派別用為內戰工具的角色。換句話說，即使組織內個人對社會制度的變遷態度各有所別，但身為軍隊這個組織的一份子，必須對任何政治糾紛處於超然態度、不得受時代潮流感染或與其同流合污。塞克特明令「禁止任何現役官兵參與任何政治活動和組織」，包括憲法賦予的選舉權力。任何軍官只要被發現與政治家有著往來過密之行為，將立即被勒令退伍，他也連帶要求軍隊保持著界定分明的階級隔閡，不僅軍官的結婚對象需要門當戶對，甚至連軍官被邀請去士官家飲酒都有被否定升遷的例子存在。這種與不同階級和政治絕緣的作法使「防衛軍」成為一個純粹的專業集團，全軍只能透過塞克特一人與政府（政治）形成關係，「防衛軍」因此成了共和國中一個相對於議會政府的自治地位、在政治立場中保持中立及半獨立政治菁英地位的特殊存在，即「國中之國」。塞克特曾表示軍隊效忠的對象為「永恆存在之國家」，而非「暫時性的政體」，在這方面，塞克特時代的「防衛軍」雖已成為一支「國軍」（國家的軍隊），卻非「共和國軍」（支持共和政體的軍隊）。
雖然塞克特要求軍隊政治中立，其本人卻並未放棄參與政治運動。艾伯特總統於1925年2月28日去世後，塞克特便派出熟悉政界動向的部屬——庫爾特·馮·施萊謝爾去打探自己參選總統的可能性，但第一次世界大戰的主將保羅·馮·興登堡元帥卻出馬參選，塞克特便放棄競選的念頭。1925年4月，興登堡當選總統，該人為大戰著名的軍事領導人，在全國範圍威望甚高、遠勝過塞克特，由於興登堡成為了國家元首，一向與共和政府保持距離的右翼政治團體與軍方開始與其合作，而對軍隊而言，興登堡相當於帝國時代皇室的替代物，進而使塞克特影響力開始削弱。
與此同時，塞克特手下的施萊謝爾開始架空其權力，該人是一位善於政治操作的將軍，深知軍隊與政治密不可分，並一直以來都在鼓動塞克特實施獨裁政權，但後者一直秉持觀望態度，從而引起施氏的不滿（一方面也是嫉妒塞克特在軍中的崇高地位），之後與和塞克特發生矛盾的國防部長奧托·格斯勒走到了一起，後者於1926年5月德國加入國際聯盟之際，要求國防部組成一支裁軍委員會，以配合此時正於日內瓦舉辦的國際裁軍會議，塞克特對此不屑一顧，他認為德國重新武裝乃是必然發展之事，但就格斯勒來看，在德國還不夠強大的條件下，軍隊勢必還是政府用來獲取更大利益的籌碼，因此身為軍隊領導人的塞克特和文人領軍的國防部長格斯勒雙方嫌隙日深。

#### 推動蘇德合作
剛誕生不久的威瑪共和國面臨到的第一個問題即是「波蘭問題」，其與德國在政治與軍事上的紛爭由來已久，塞克特因此主張聯合蘇聯，一方面壓制國內共產份子的活動，一方面又可制兩國之共同的敵人——波蘭之背，他在著作《東西之間》中稱：「施里芬伯爵在臨終前曾呼籲『加強右翼』，而我們應呼籲政治家們『保障我背後的自由』。」在戰後的大環境下，德國與俄國（後為蘇聯）皆被西方國家所敵視、在國際上備受孤立，波蘇戰爭後，塞克特本人展開與蘇俄方面接觸，並由此成立了「俄羅斯特殊組」（Sondergruppe R），負責工農紅軍與「防衛軍」的聯絡，其一戰的時期老友恩維爾也作為德俄中介活躍著。1922年4月16日，德俄兩國正式簽署《拉巴洛条约》。
《拉巴洛条约》規範「俄國放棄德國在戰爭中造成的所有傷害的賠償，兩國也承諾維持著友好關係」，而塞克特再另外起草其他條款，讓德軍得以在俄國領土上建立軍事據點，而作為回報，俄軍得以參與德方的軍事演習、學習軍事文化和每年的「物質回饋」，這項附加條款最終在8月11日於莫斯科簽署。塞克特認為，蘇俄是許多難以獲得、德國又極為需要的戰爭物資提供國，又能讓德方為《凡爾賽條約》所禁止的軍備進行試驗，之後的合作主要是圍繞在三個方案：一、設立利佩茨克战斗机飞行员学校，培訓了飛行員和機師，也測試了航空設備和實驗新戰術，最終訓練了500名空軍人員，其中120名為戰鬥機飛行員；二、於萨马拉州設立汤姆卡毒气实验场，進行散佈與淨化毒氣之試驗；三、於喀山設立喀马坦克学校，實施戰車戰理論的演訓、驗證戰車的機動性和計算彈道，為德軍設計其戰術教範時提供了重要的參考。
時至1920年代末期，紅軍領袖已發展自己的軍事思想，並有過河拆橋之意，德方也不願見其過份強大，兩國軍事交流範圍逐漸縮小，至希特勒時代正式結束。

#### 失勢

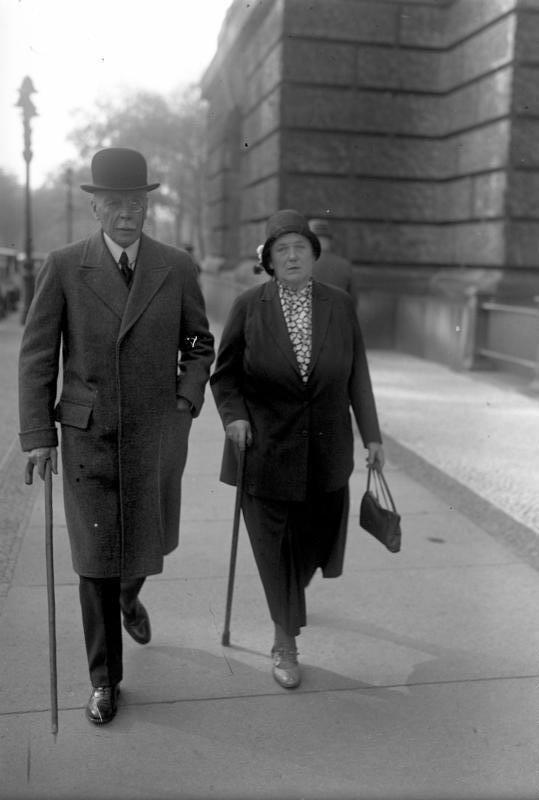
1930年，塞克特伉儷於國會大廈

1926年1月1日，塞克特晉升為大將，這是「防衛軍」中的最高軍階。同年2月，塞克特答應前皇太子妃翠西利亞女公爵讓其長子威廉參加「防衛軍」的秋季演習活動（9月13日至21日），這件事並未向總統興登堡或國防部長蓋斯勒報備過，塞克特的幕僚們也沒有達到其要求低調、隱蔽皇儲身份的命令。
同年9月27日，南德地方報紙報導前皇儲威廉身著全套軍裝參加第9步兵團的秋季大演習活動，消息很快地便傳遍了全國，並引起了軒然大波，外國媒體稱霍亨索倫皇朝將復辟，國內左派的新聞媒體則攻擊塞克特的行動違反憲法、對現有政權構成威脅，要求其為此負責下台。10月1日，塞克特與格斯勒會談，起先前者表示對此一無所知，但很快就被迫承認與事實不符，格斯勒便要求塞克特為此下台負責。約哈希姆·馮·史圖爾普納格上校曾對此事做了評論：「王儲一事只是壓垮駱駝的最後一根稻草，如果塞克特事前便告知格斯勒（王儲參加演習），以後者平日掩蓋許多祕密之身份，相信也能立即撫平此事，然而塞克特平時對待該人的態度太過粗魯，後者便不會對此容忍……」除了與格斯勒之間的紛爭，外長施特雷澤曼也終於表態與塞克特的矛盾，連同各部首長一同圍攻該人，有能力擺平爭議的施萊歇爾選擇袖手旁觀，塞克特只得去尋求興登堡的支持。興登堡對此事的態度居於關鍵，但此人平日便與塞克特間存有嫌隙，首相威廉·马克思在塞克特之前便告知興登堡，若其不辭職將可能引發內閣倒台的危機，使得塞克特的形勢更加險惡。塞克特的部屬威爾納·馮·弗里奇中校原建議塞克特發起武裝政變，但後者無意將問題擴大到跟總統作對。10月8日中午，興登堡召見塞克特，後者原僅是做一種表態，提出了「陸軍總指揮」的辭呈，但出乎其預料的，興登堡予以接受，塞克特因此就被解除了職務。
離職後的塞克特主要從事寫作和政治運動，約瑟夫·維爾特原邀請塞克特加入德國中央黨，但後者拒絕「黨的標籤」加之於其身。在1930年的議會選舉裡，塞克特代表了中右翼的德國人民黨參選，塞克特全心投入競選活動中，在全國範圍內旅行，一天發表一到兩次的演說，最終成功當上其議會代表，不過在這兩年的任期中並未有特別亮眼的表現。同為中右翼的「德國人民黨」後於1920年代後期與1930年代初期與希特勒的納粹黨合作，致力於反共和政府的活動，塞克特也受其政治觀點影響，為反對興登堡，塞克特曾在1932年德國總統選舉時於致其胞妹之信件中建議選希特勒「以讓年輕一代解決當前德國之難題」，這種與希特勒走近的關係也使若干學者穿鑿附會地相信塞克特日後前往中國擔任軍事顧問為受其所指派。

### 中國軍事顧問

#### 第一次訪華
1926年11月，中國廣州國民政府領袖蔣中正曾委託留德的中山大學朱家驊博士尋求魯登道夫和馬肯森元帥組織德國顧問團來華，然而兩人的地位過於顯赫，來華很可能引起政治問題而未能談妥，魯登道夫隨後改為提供一份高級軍事顧問的名單予朱家驊參考，其中便有塞克特的名字。只是當時塞克特才被免職不久，心情尚未平復而拒絕。1932年，是時在中國擔任德國軍事顧問團總顧問的格奧爾格·魏澤爾將軍與蔣中正關係緊繃，前者過度重於作戰事務，對於外交和政治方面的處理相當粗暴與固執，且無法為中國取得與德國工業界的合作門路，故蔣希望在德國軍方中地位崇高者來華任職以「壓制」魏澤爾，或至少能予以疏導與調解。起初，蔣邀請的是前德國國防部長威廉·格勒納將軍，但被拒絕後轉而聯絡塞克特，魏澤爾對於蔣的意圖渾然不知，認為塞克特來華有助於壯大自己的勢力，便於1933年8月底邀請塞克特訪華。塞克特出於逃離國內不利的環境和取得經濟上的利益而答應來華，於5月8日抵達上海，於5月22日至廬山與蔣會面。塞克特本次的訪華之行曾引起許多臆測，至今有許多學者仍有其參與國軍第四次與第五次圍剿戰爭、協助發展「碉堡戰術」等說法，實為誤傳。
蔣與塞克特於28至31日進行了長談，內容包括許多建軍的戰略和問題，會談結束後，蔣中正表示希望塞克特能作他的高級顧問，後者以身體不適為由婉拒，但答應在華考察期間整理出一份建議書予蔣中正，作為回應中方期待之回報。塞克特於6月6日北上華北訪問國民政府要人、視察國軍駐長城部隊，6月30日，塞克特交付其所編撰的《陸軍改革建議書》（原名為《致蔣介石元帥之備忘錄》，Denkschrift für Marshall Chiang Kai-Shek），其內容主要為：一、軍隊要置於蔣中正的絕對控制之下，只有在這種情況下政府才能建立起權威；二、必須建立一支人數少、訓練有素、裝備精良的軍隊，當前的中國軍隊人數過多，建議仿效德國軍隊的軍官團，在中國軍隊中建立教導旅；三、中國兵工廠的產能遠不足其軍隊所需，應逐步建立起自己的軍工業，可在「歐洲軍火公司」的幫助下進行；四、需增加在華德國顧問的人數，為提高其組織效率，需要進行必要的組織變動。不久後，塞克特便啟程取道南京至上海，返回德國。途中，塞克特一度停留於廣州與陳濟棠會面，並任由其隨員與地方政府進行交易談判、發展地方武力，埋下日後不愉快之關係的種子。
蔣中正對於塞克特的建議書稱「敬佩不已」，請求其於德國幫忙物色各類顧問，並告知魏澤爾的總顧問職位保留，但該人不在時亦可由一位「高級顧問」代理，這實際上也暗示塞克特，蔣中正希望由後者出任此職，並賦予其比魏澤爾更大的權力。1933年11月2日，塞克特返回德國不久，朱家驊便代表蔣致函給塞克特，正式邀請他來華擔任顧問。然而當時德國夾在關係已很緊張的中國和日本之間，處於既想擴大在華影響力、又想從日本佔領中國東北而設立的傀儡政權——滿洲國中獲得利益的尷尬境地，因此對華政策十分謹慎，在德國外交部長康斯坦丁·馮·紐賴特要求下，塞克特便以年事已高為由謝絕中方的邀請，同時也推薦兩名退役軍官——亞歷山大·馮·法肯豪森與威廉·福貝爾赴華擔任蔣的顧問。從德國軍方來看，與中國密切交往對自身重整軍備有直接性的好處，包括對華軍火輸出有助於國內兵工廠的發展，以及取得德國急需的戰略原料，如鎢、銻（這些原料在歐洲都被英國嚴格控制著），還能強化德國顧問團的影響力，然而國防部長维尔纳·冯·勃洛姆堡受外交部影響，最初亦頗遲疑。最終，蔣堅持要塞克特本人來華，並透過中國駐德大使館向德國外交部施壓，不惜語帶威脅地稱將聘請法國顧問、解聘當前所有的德籍顧問。德政府為顧及在華整體利益，最後於1933年11月同意塞克特來華之要求，但要求該人只能逗留數個月，也不得簽訂任何合同。

#### 第二次來華

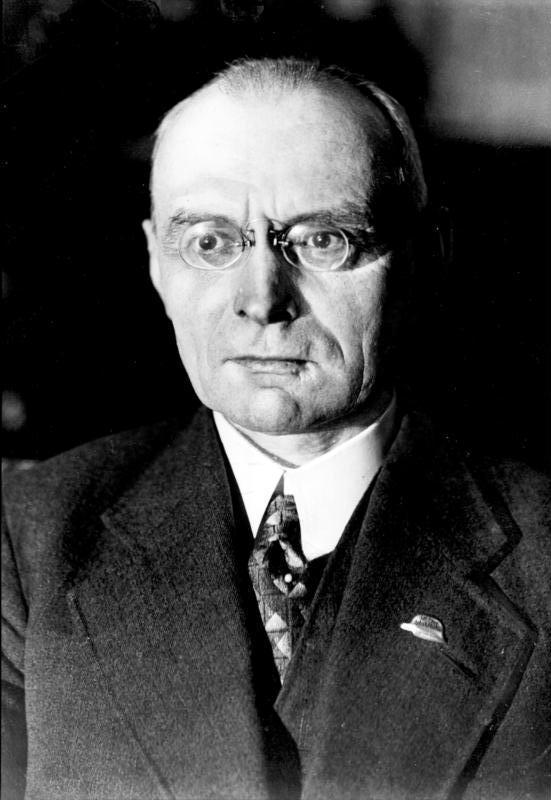
塞克特的副手——亞歷山大·馮·法肯豪森，為其總顧問繼任者

塞克特的到來使外界猜測其用意，進而使原為自己壯大聲勢和凝聚軍官團而極力邀請塞克特的魏澤爾心生懷疑，反認為其前來搶工作，塞克特原也未有取代之意，但現德國顧問團與中方關係形成僵局，已非單純魏塞兩人間的交情問題、必須親自介入，因而詢問魏澤爾是否願意在與其共同工作，後者甚感惱怒，最終辭去總顧問職務。
塞克特於1934年4月4日再度抵達中國，他第二次來華時間雖然不長，僅約一年（1934年4月至1935年3月），但期間主要鞏固了德國軍事顧問團的運作、整編中國軍隊的教導部隊與初步建設中國本身的軍工業，雖各自遭遇不同障礙，仍有一定成果。蔣中正授予塞克特「總顧問」和「委員長委託人」雙重頭銜，並給予極為優厚之待遇，前者為塞克特對全體德籍軍事顧問的統籌管理，後者則由塞克特作為蔣的代理人，與各級軍政部門首腦談話，並能以其名義簽發文件、召集高級會議、視察部隊，參謀總長、軍政部長、陸軍教育總監等多處機關首長亦須向其報告工作情況，其月薪也高達2000美元，是前任總顧問魏澤爾的三倍，還配有專車、專機、侍衛和儀仗隊。歷史學者傅寶真稱此特權與地位非先前幾任總顧問所能享有，在現代中國史上也無第二位外籍人士能被國家元首如此重用。
以教導部隊一事而論，塞克特認為雖剿共戰爭結束，中國內部尚不穩定，各方制度（如徵兵）仍未能確實，故不可貿然裁軍，而想用有限的5000萬元預算先新編6個「模範師」，配備新式武器、以現代化方式訓練，日後再擴充為18個師，然而與以陳誠為代表的中方軍官卻提出應裝備30個舊軍師的方案，在塞克特看來此計畫不可行，不惜以辭職為要脅，最終蔣中正同意此案，在江西剿共結束後便開始進行，軍官重新受訓、原部隊按比例壓縮、一部分舊軍也更新了裝備，這些「模範師」後來在1934年鎮壓「福建人民政府」的行動中有不錯的成績，也在中日全面戰爭爆發後的「淞滬會戰」發揮重要作用。塞克特也為中國建設自主國防工業做出貢獻，他要求中方提供準確的後勤供應需求表，以使德方能有力的配合、引進曾在1920年代德俄合作時發揮重要作用的奧托·沃爾夫公司公司的資本與技術來華投資、與國防設計委員會秘書長翁文灝和兵工署長俞大維制定6至18個師的每月所需軍火數量、軍工廠、鋼鐵廠、汽車廠的建設進度計畫，此後在有關企業的幫助下，在太原、濟南、昆明、重慶、南寧和廣東等地都新建了兵工廠。漢陽和巩縣地區的舊式兵工廠也獲得改建，能生產马克沁机枪和德式迫擊砲。另外塞克特也負責長江流域的防禦工事之建設，後來這些工事以中國的「興登堡防線」而出名。
塞克特的工作成就受蔣中正的高度讚賞，但並非完美無缺，兩人比較顯著的爭執是即上節提到的廣州問題。當時的中國在日本威脅下，身為地方政府的廣州以抗日為號召，積極發展自身的武力，又適逢德國重整軍備，急需大量鎢，德國政府也在軍火商漢斯·克蘭虛報下一直誤以為廣東地區出產大量鎢砂，因此積極以軍備、機械和技術同廣州政府交往以交換取得該戰略物資，此項貿易為中德關係的主要核心之一。克蘭此人原為德屬東非的投資者，後成為塞克特在德俄合作時期的重要合作對象，兩人關係匪淺，塞克特的來華也受其一定程度的影響，蔣中正請塞克特來華某種程度上也是希望解決德國政府對廣州軍售問題。克蘭不但一邊以「合步樓公司」和南京中央交易，一邊又在德國軍方的支持下與廣州交易。起初塞克特沒有意識到中國中央與地方的微妙關係，但隨著其任職時間一久，心態上逐漸以中央利益為重，而後雖與克蘭分道揚鑣，但因支持該人的德國軍部為塞克特一手扶持，仍是有為其立場著想，因此他從不主動跟蔣中正討論廣州問題，基本採取觀望的態度，而蔣最後在1934年底要求塞克特提出一份意見書處理此事，但後者的態度避重就輕，甚至可說是推卸責任，蔣中正對此甚感不悅，直到1935年2月12日，塞克特才發表一聲明，鄭重與克蘭的地方貿易行為劃清界線。

#### 離華與去世

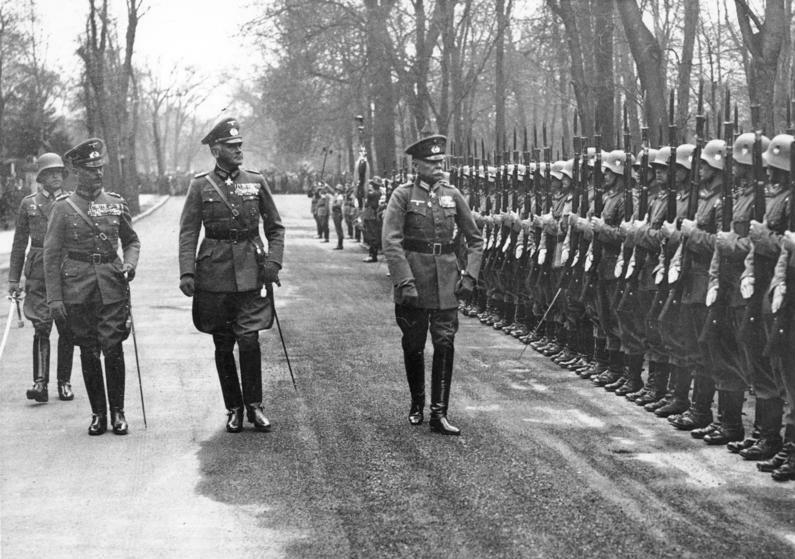
1936年4月22日，塞克特於70歲生日時檢閱第67步兵團，8個月後即去世

顧問工作繁重遠非塞克特的年紀與健康狀況所能負擔，在1934年底一次全面健康檢查中，醫生建議其不宜過度工作，後者便即時向蔣中正表達辭退之意。蔣中正不願塞克特在此時離去，建議先在杭州或是莫干山休養，但塞克特依舊謝絕。臨行前，塞克特以「最誠摯之心情」向蔣中正推薦其助手法肯豪森為繼任者，蔣亦立即表示接受。1935年3月6日，塞克特在中方代表王鴞少將的陪伴下搭乘飛機離開南京，結束第二次使華任務。塞克特離任後，蔣依舊保留了他的總顧問頭銜，而法氏則一直為「代理總顧問」，直到1937年4月23日，塞克特已離華兩年後，法肯豪森才被蔣正式任命為總顧問。
希特勒聞塞克特即將返國，特派一名將軍前去德國與瑞士邊境迎接。希特勒於總理府聽取塞克特的對華工作經驗，後者建議德國應有對華固定友好政策，希特勒當下笑然接納。歷史學者傅寶真認為，由於當時興登堡總統逝世不久，希特勒尚無法完全控制陸軍，故多與塞克特和其他將領有所聯絡，爭取其好感以利鞏固納粹政權。塞克特亦發揮影響力，讓中德外交關係從公使館升為大使館，並將德駐華使館自北平遷至南京，此為中國國民政府多年要求卻未成功者，也時常為中方代表團引介希特勒，為中德間重要聯絡人。
1936年12月27日，塞克特於柏林逝世，葬於柏林榮軍公墓。1937年初，國民政府在南京舉辦隆重的追悼大會，因蔣中正正剛經歷「西安事變」尚須休養而未出席，由何應欽將軍代表致悼詞，而塞克特的著作《士兵的思想》也成了中國軍人的必備讀物，也廣泛被引用。

## 個人生活

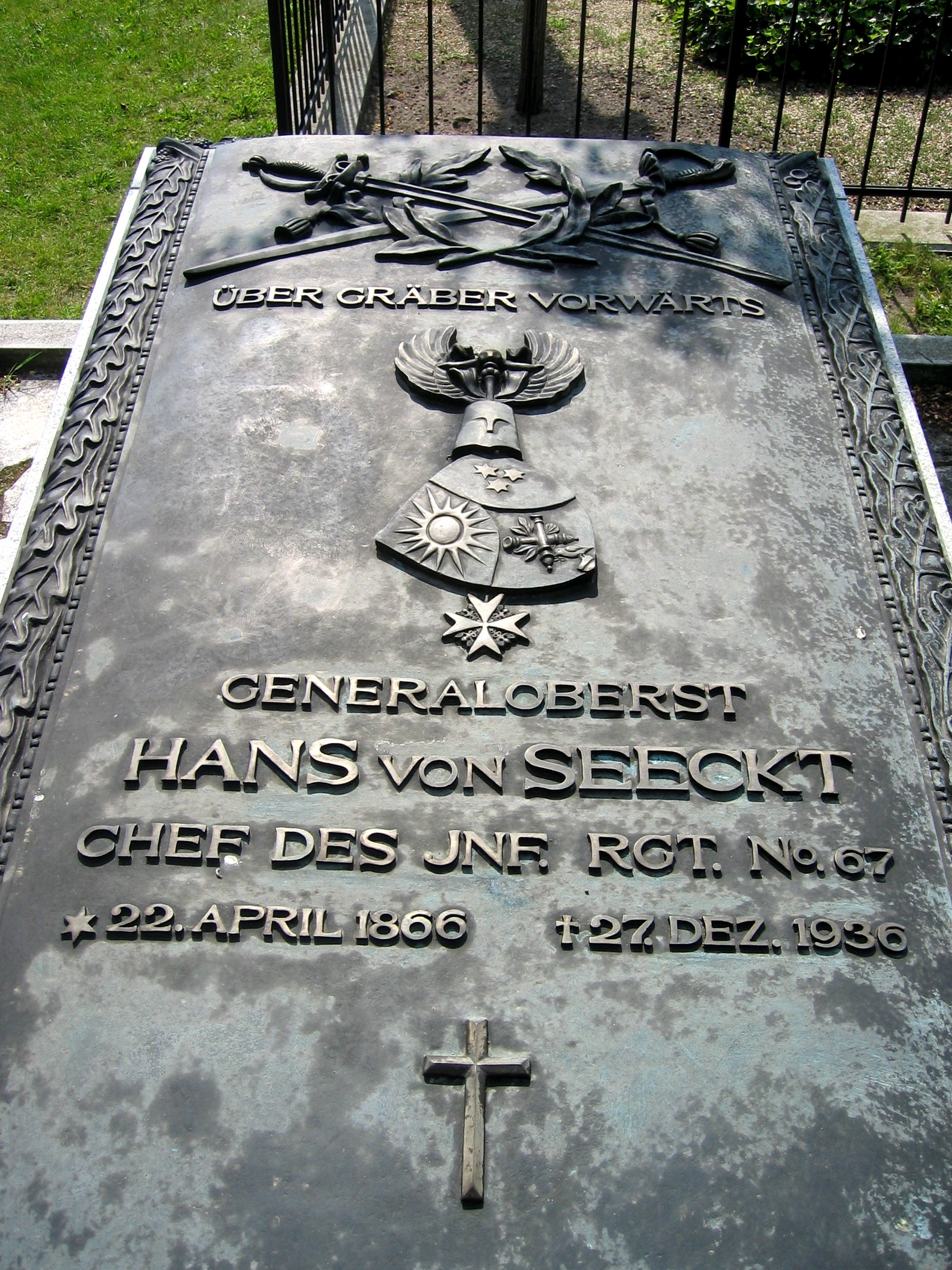
柏林榮軍公墓的塞克特之墓

塞克特與一般普魯士軍人對文官蠻橫跋扈不同，風度翩翩、趣味高雅，因此有了個「史芬克斯」（獅身人面獸）的綽號。與當時一般視野狹隘的德國軍人不同，塞克特能說一口流利的英語，在休假時周遊列國，在一次大戰爆發前其足跡便踏遍歐洲、中東、印度和非洲，見多識廣，而有助於日後在東方國家（中國與土耳其）服務。塞克特還愛好閱讀萧伯纳和约翰·高尔斯华绥的著作，並與鎮壓蘇丹叛亂著名的英軍指揮官赫伯特·基奇納將軍熟識。
塞克特的妻子多蘿西·雅各布森·法碧昂（Dorothea Jacobson Fabian）為德意志-猶太人混血、中產階級出身，兩人於1893年結婚，膝下無子，有時為歷史學家引用為塞克特對猶太人看法的引子，如部份著作認為納粹黨在撰文攻擊塞克特受猶太人妻子影響時，塞克特惱怒是因為侮辱其妻子，但亦有資料稱其深受德國國家人民黨這類極右翼、帶有種族歧視色彩政黨的影響，例如在塞克特於1919年5月19日給妻子的書信中就有歧視普魯士邦新總理保羅·赫希猶太人身份之言論：「在我來看，他（赫希）沒那麼糟，是個老議員。就這個職位來說，他顯得不太適合，特別是他猶太人的身份，除了這本質上就具挑釁意味，猶太人天生就愛吹毛求疵和處世消極，永遠不會對國家的建設有益。這不是件好事。」
塞克特著作頗豐，包括《現代騎兵》（Neuzeitliche Kavallerie）、《東西之間的德國》（Deutschland zwischen West und Ost）、《一個士兵的思想》（Gedanken eines Soldaten）、《毛奇——一個典範》（Moltke. Ein Vorbild）、《國家的未來：評價與主張》（Die Zukunft des Reiches. Urteile und Forderungen）、《德國外交政策之路》（Wege deutscher Außenpolitik）、《國防》（Landesverteidigung）。

## 榮譽
| - 鐵十字勳章（1914年版）：二級（普魯士王國） - 鐵十字勳章（1914年版）：一級（普魯士王國） - 功勳勳章：橡葉級（普魯士王國） - 紅鷹勳章：四級（普魯士王國） - 皇冠勳章：三級（普魯士王國） - 普魯士榮譽服役十字章（普魯士王國） - 馬克斯·約瑟夫軍功勳章：司令級（巴伐利亞王國） - 巴伐利亞軍功勳章：二級（巴伐利亞王國） - 亞伯特勳章：二級帶劍騎士十字級（薩克森王國） - 皇冠勳章：司令級（符騰堡王國） - 黑森榮譽獎章（黑森大公國） - 漢薩十字獎章（漢薩自由城市） - 一級軍功十字勳章（梅克倫堡-什未林大公國） | - 腓特烈·奧古斯都十字勳章：一級（歐登堡大公國） - 薩克森-恩斯特公爵皇家勳章：司令一級帶劍（薩克森王國） - 匈牙利聖·史蒂芬十字勳章：司令級（匈牙利王國） - 利奧波德勳章：一級（奧地利帝國） - 鐵皇冠勳章：一級（奧地利帝國） - 軍功十字勳章：二級（奧匈帝國） - 紅十字會服務獎章：星級（奧匈帝國） - 伊姆提亞茲獎章：金級（鄂圖曼土耳其） - 奧斯曼勳章：一級帶劍（鄂圖曼土耳其） - 梅迪第勳章：一級帶劍（鄂圖曼土耳其） - 加里波利之星勋章：（鄂圖曼土耳其） - 英勇勳章：二級（保加利亞王國） - 軍功勳章：大十字級（保加利亞王國） |

資料來源：

## 註解
1. ↑  塞克特一姓亦常見譯為賽克特、薩克特、色克特[2]、西克特[3]。
2. ↑  有關此說由來多種，一為《中美關係白皮書》中曾提及「塞克特與法肯豪森助蔣介石設計第四次與第五次圍剿」之記載[98]；二則可能出自於中國工農紅軍方面，美國記者埃德加·斯诺曾於其著作《西行漫記》中提及「据说第五次战役主要是蒋介石的德国顾问们设计的，特别是已故的冯·西克特将军。」，這可能是有關說法的最早紀錄，其根據又幾乎取材於1936年在陝北訪問紅軍將領的內容，紅軍德籍軍事顧問李德所著的《中國紀事》也有類似記載[99]。從時間上來看，第四次圍剿於1933年4月開始，塞克特則於5月8日抵達上海，14日抵達南京，於5月22日至廬山與蔣會面，6月2日返回南京，6日6日便開始視察華北，於7月5日回國。塞克特的中國之行如此匆忙，根本不可能參與不熟悉的大型戰役相關計畫之制定[100]。第五次剿共則始於同年10月，塞克特早已返德，其再度來華時共軍的江西防線早已崩潰[101]。另一方面，國軍於此戰中採用的「碉堡戰術」之設計早在塞克特來華前便已成型，後於1933年4至6月的會議上決定使用於下次的圍剿戰爭，其主要貢獻者為戴岳、柳维垣、趙觀濤和統籌全般作戰的蔣中正本人[102]。
3. ↑  歷史學者傅寶真於著作中曾對魏塞來華後引發的矛盾給予深入的分析，魏澤爾認為塞克特幾乎無視自己的總顧問地位，擅自提出如建議書一類的意見，現又欲以總顧問之姿來取代其工作，是謂「無恥之勒索」，並在提交給部屬的信中怒斥自一戰以來塞克特曾蒙受其多次幫助與支持，如今卻以此種「背叛」對待自己，並坦告德國駐華大使陶德曼：「如果塞克特再登上中國領土，余將立即離華返德」[115]。
4. ↑  當時世界上鎢砂的產區非常有限，中國是世界重要的輸出國，1933年時全球有90％的鎢砂輸出是自廣東出口，使德國政府誤認為廣東產鎢，克蘭也虛報當地年出口量為8000公噸，後來柏林方面請駐華人員求證時發現僅4000噸，而中國方面統計僅1200噸，相差極大。實際上廣州所能控制的鎢砂礦源僅有雲南和廣西兩個產量少的產地，真正的主要產區為江西和湖南兩省，兩者蘊藏量佔全國80％、產量也佔70％，但1934年前這些地區均在中共控制下，直到該年年底後者開始「長征」後，蔣中正才得以控制鎢砂生產，並使其自上海而不透過廣東出口，德國政府這才開始與蔣積極合作[123]。

## 註腳
1. 1 2 3  Tucker（2005年），第1659页
2. 1 2  吳景平（1994年），第104页
3. ↑  劉怡（2015年），第6页
4. ↑  Lockenour（2001年），第65页
5. 1 2 3  Bongard（1992年），第670-671页
6. ↑  Strohn（2011年），第89页
7. ↑  Herx（1964年），第1页
8. 1 2  Kochan（1950年7-12月），第37页
9. ↑  Gordon（1956年），Summer，第94页
10. 1 2 3 4  Magill（1999年），第3380页
11. 1 2  Herx（1964年），第2页
12. ↑  Eine Große Familie
13. ↑  Corum（1992年），第25页
14. 1 2  Herx（1964年），第2-3页
15. 1 2  Lexikon der Wehrmacht
16. 1 2 3 4  Corum（1992年），第26页
17. ↑  Strohn（2011年），第319页
18. 1 2 3  Corum（1992年），第27页
19. ↑  Meier-Welcker（1967年），第49-55页
20. ↑  DiNardo（2015年），第42页
21. 1 2 3  李德·哈特（2011年），第9页
22. 1 2 3  oocities.org
23. ↑  Meier-Welcker（1967年），第85-113页
24. 1 2  Corum（1992年），第28页
25. 1 2  Strohn（2011年），第91页
26. ↑  傅寶真（1998年），第178页
27. 1 2  Herx（1964年），第8页
28. ↑  傅寶真（1998年），第179页
29. ↑  Gorlitz（1980年），第210-211页
30. ↑  Zabecki（2014年），第496页
31. ↑  田嶋信雄（2008年），第10页
32. ↑  Zabecki（2014年），第1187页
33. ↑  傅寶真（2008年），第41页
34. ↑  Gorlitz（1980年），第215-216页
35. ↑  傅寶真（2008年），第44页
36. ↑  Gorlitz（1980年），第217页
37. ↑  傅寶真（2008年），第39-42页
38. ↑  Gorlitz（1980年），第218页
39. ↑  傅寶真（2008年），第43页
40. ↑  Gorlitz（1980年），第227页
41. ↑  Hanfstaengl（1957年），第86-87页
42. ↑  劉怡（2015年），第25-26页
43. ↑  Gorlitz（1980年），第230页
44. ↑  劉怡（2015年），第27页
45. 1 2 3 4  Gorlitz（1980年），第232页
46. ↑  劉怡（2015年），第28页
47. 1 2  朱育宏（2010年），第35页
48. ↑  劉怡（2015年），第26、28页
49. ↑  戴耀先（1999年），第607页
50. ↑  傅寶真（2008年），第86-87页
51. ↑  謝思遠（2013年），第70页
52. ↑  Meier-Welcker（1967年），第636页
53. 1 2  謝思遠（2013年），第71-72页
54. ↑  戴耀先（1999年），第609-610页
55. 1 2  李德·哈特（2011年），第12页
56. ↑  傅寶真（2008年），第154页
57. ↑  Corum（1992年），第179页
58. ↑  李德·哈特（2011年），第10页
59. ↑  Corum（1992年），第150页
60. ↑  傅寶真（2008年），第160-161页
61. 1 2  Wette（2006年），第66-67页
62. ↑  Gross（2016年），第191页
63. ↑  劉馥（1992年），第99页
64. ↑  柯偉林（1994年），第141页
65. ↑  姜天明 & 叢丕（2006年），第64页
66. ↑  費舍爾（2005年），第196-197页
67. ↑  費舍爾（2005年），第197页
68. ↑  朱育宏（2010年），第33页
69. 1 2  傅寶真（2008年），第66页
70. ↑  Craig（1964年），第388页
71. ↑  朱育宏（2010年），第34页
72. ↑  Wette（2006年），第143-144页
73. ↑  朱育宏（2010年），第37页
74. 1 2  傅寶真（2008年），第68页
75. ↑  劉怡（2015年），第31-32页
76. 1 2  戴耀先（1999年），第605-606页
77. ↑  Hallgarten（1949年），第30页
78. ↑  Hallgarten（1949年），第32页
79. ↑  傅寶真（2008年），第179页
80. ↑  Miller（2013年），第27-28页
81. ↑  傅寶真（2008年），第222页
82. ↑  傅寶真（1998年），第51页
83. ↑  Herx（1964年），第15页
84. 1 2  Magill（1999年），第3381页
85. ↑  Carsten & Carsten（1973年），第245页
86. 1 2  Carsten & Carsten（1973年），第246页
87. ↑  朱育宏（2010年），第38页
88. ↑  Herx（1964年），第15-16页
89. ↑  Gorlitz（1980年），第238-239页
90. ↑  Wheeler-Bennett（2005年），第223页
91. ↑  Herx（1964年），第17-18页
92. ↑  傅寶真（1998年），第182页
93. ↑  柯偉林（1994年），第51页
94. ↑  傅寶真（1998年），第22页
95. ↑  傅寶真（1998年），第157页
96. ↑  柯偉林（1994年），第135-136页
97. ↑  傅寶真（1998年），第198、200页
98. ↑  傅寶真（1998年），第201页
99. ↑  何有良（1990年），第284页
100. ↑  馬振犢 & 戚如高（1997年），第123-124页
101. ↑  傅寶真（1998年），第201-202页
102. ↑  何有良（1990年），第281-283页
103. ↑  馬振犢 & 戚如高（1997年），第144页
104. ↑  吳景平（1994年），第98页
105. ↑  柯偉林（1994年），第139页
106. ↑  傅寶真（1998年），第204页
107. ↑  傅寶真（1998年），第211-212页
108. 1 2  吳景平（1994年），第99页
109. ↑  李國祁（2004年），第156页
110. ↑  吳景平（1994年），第99-100页
111. ↑  李國祁（2004年），第157页
112. ↑  吳景平（1994年），第100页
113. 1 2  吳景平（1994年），第100-101页
114. ↑  馬振犢 & 戚如高（1997年），第151-152页
115. 1 2  傅寶真（1998年），第228-230页
116. 1 2  傅寶真（1998年），第233-234页
117. ↑  吳景平（1994年），第101页
118. ↑  馬振犢 & 戚如高（1997年），第159页
119. ↑  吳景平（1994年），第102页
120. ↑  馬振犢 & 戚如高（1997年），第151-154页
121. ↑  馬振犢 & 戚如高（1997年），第154-155页
122. ↑  柯偉林（1994年），第150-151页
123. 1 2  周惠民（1995年），第127-129页
124. ↑  傅寶真（1998年），第243-247页
125. ↑  傅寶真（1998年），第274页
126. 1 2 3  傅寶真（1998年），第257-258页
127. ↑  李國祁（2004年），第158页
128. 1 2  傅寶真（1998年），第176页
129. ↑  Herx（1964年），第18-20页
130. ↑  戴耀先（1999年），第598页
131. ↑  Reichswehrministerium（1930年），第37页